# Horkelia clevelandii
Horkelia clevelandii là loài thực vật có hoa trong họ Hoa hồng. Loài này được (Greene) Rydb. mô tả khoa học đầu tiên năm 1898.

## Hình ảnh

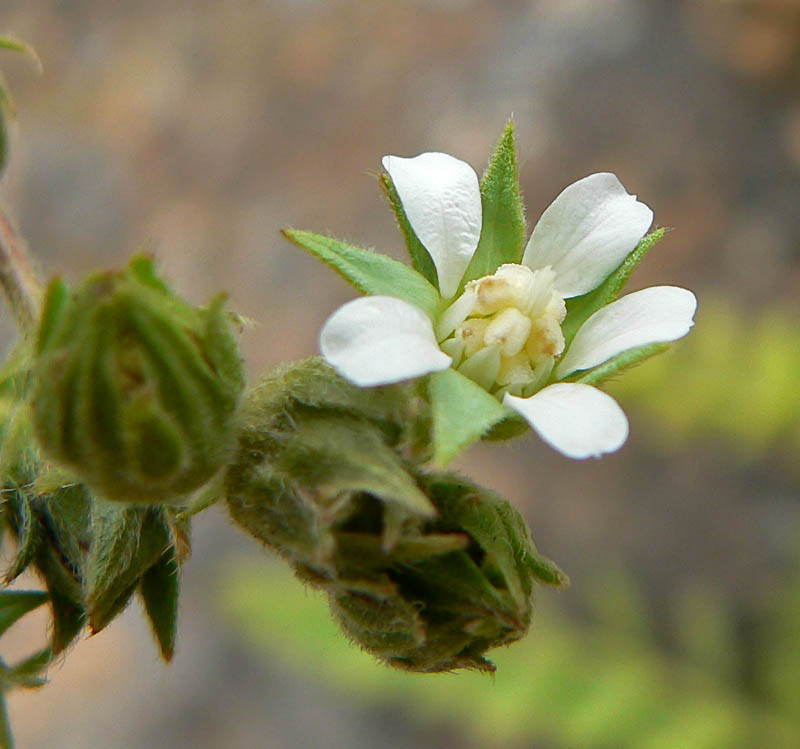
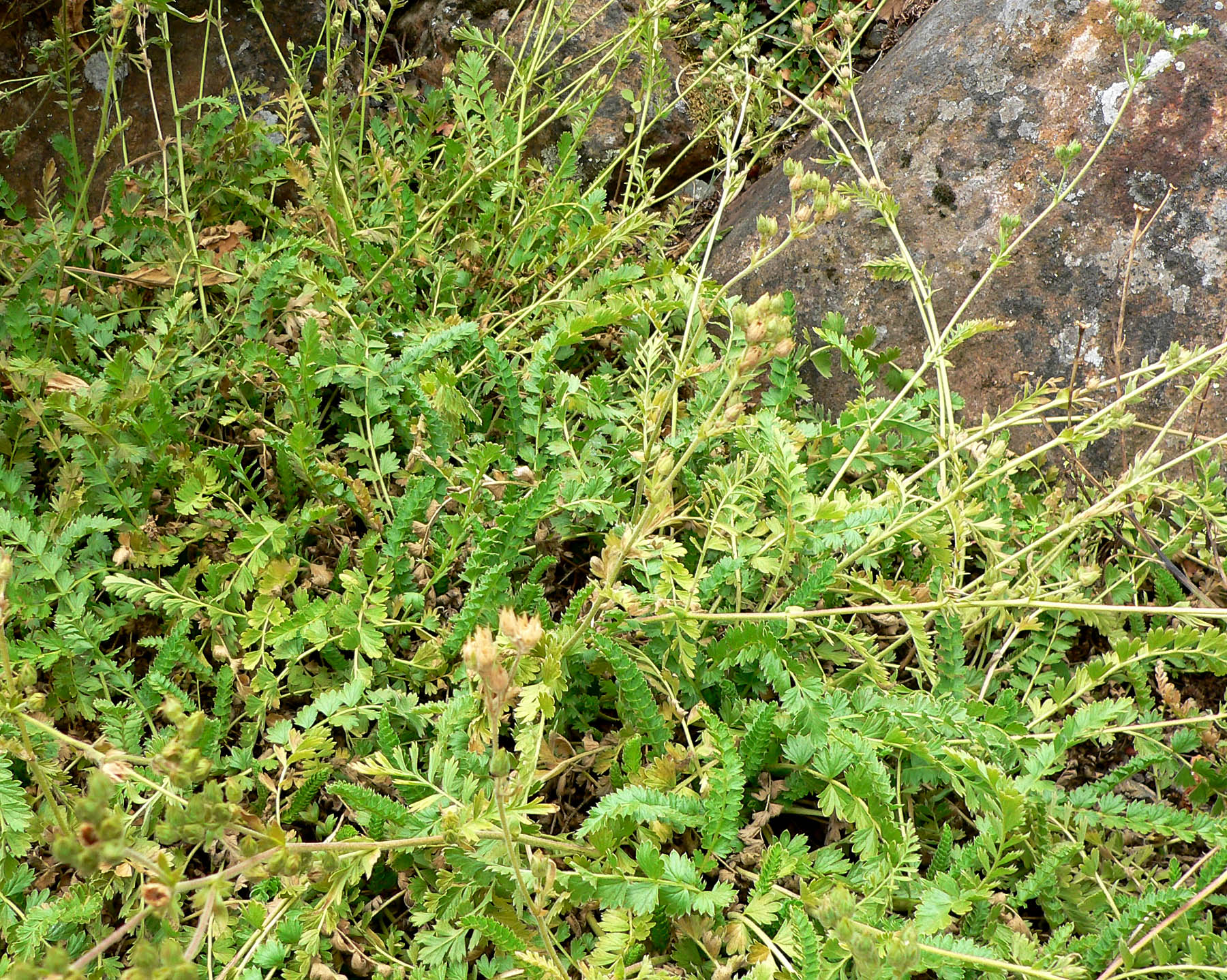